# Socket A
Socket A（またはSocket 462）は、AMDのプロセッサ用のCPUソケットである。

## 概要
Socket AはAthlon ThunderbirdからAthlon XP/MP 3200+までと、DuronとSempronを含む低価格プロセッサで使用されるほか、Geode NX（モバイルAthlon XP-Mがベース）もサポートしている。Socket Aは453ピンのZero Insertion Force(ZIF) PGAである（Socket 370 CPUの誤挿入を防ぐため、9箇所が塞がれているので、462と呼ばれる）。フロントサイドバスのクロックはAMD Athlon XPとSempronに対しては133MHz, 166MHz, 200MHzをサポートしている。
AMDはSocket AのCPUクーラーの重量が300グラムを超えないことを推奨している。重いクーラーは、システムが正しく取り扱われないときにダイを破損する恐れがある。
Socket Aは、Geode NXプロセッサで利用される場合を除いて製造中止となった。

## 技術仕様
最初に初期のチップセットが100MHzのFSBで始まり、より速いFSBに徐々に対応した。ソケットは変わらずピンコンパチであったが、クロック、タイミング、BIOS、電圧の問題のため、古いチップセットと新しいプロセッサの間に互換性の制限が生じた。
- ソケット形式
  - PGA-ZIF
- チップ形状
  - CPGA
  - OPGA
- ピン数
  - 453ピン
- バスプロトコル
  - EV6
- FSB
  - 100, 133, 166, 200MHz
EV6バスにより、同時期のintelの製品ではそれぞれFSB200, FSB266, FSB333, FSB400に相当する。
- 電圧範囲
  - 1.0〜2.05V

## 採用製品
CPU
- AMD
  - Athlon (650〜1400MHz)
  - Athlon XP (1500+〜3200+)
  - Athlon MP (1000MHz〜3000+)
  - Duron (600〜1800MHz)
  - Sempron (2000+〜3300+)
  - Geode NX (667〜2200MHz)

チップセット
- AMD
  - 750, 760, 760MP, 760MPX
- ATI
  - Radeon IGP 320, 320M
- NVIDIA
  - nForce 220, 415, 420
  - nForce2 ST, GT, 400, Ultra 400
- ALi
  - ALiMAGiK 1
- SiS
  - 730, 735, 740, 745, 746, 748, 741
- VIA
  - KT133, KLE133, KL133, KM133, KN133
  - KT266, KM266, KN266, KT333, KT400, KM400, KT600, KT880